# Фехер, Миклош
Ми́клош Фе́хер (венг. Fehér Miklós [ˈfɛheːr ˈmikloːʃ]; 20 июля 1979, Татабанья — 25 января 2004, Гимарайнш) — венгерский футболист, выступавший на позиции нападающего. Большую часть своей карьеры он провёл в Португалии, выступая за клубы «Порту», «Салгейруш», «Брага» и «Бенфика». В португальской Примейра Лиге он провёл 80 матчей и забил 27 голов. Также он выступал за сборную Венгрии в 1998—2003 годах.
25 января 2004 года во время матча чемпионата Португалии за клуб «Бенфика» против «Витории» из Гимарайнша Фехер перенёс клиническую смерть на поле из-за гипертрофической кардиомиопатии: его доставили в больницу, однако спасти не смогли. Смерть Фехера, случившаяся спустя семь месяцев после гибели Марк-Вивьена Фоэ, потрясла футбольный мир и вынудила ФИФА принять серьёзные меры по улучшению деятельности медицинских бригад во время матчей.

## Игровая карьера

### Клубная
Миклош Фехер родился 20 июля 1979 года в Татабанье. Свою футбольную карьеру он начал в венгерском клубе «Дьёр», в составе которого стал ведущим игроком, забив в 62 матчах 23 гола. В 1997 году он получил приз лучшего молодого игрока Венгрии, а годом позже на него обратили внимание скауты клуба «Порту», среди которых был Алесандру Пинта да Кошта, сын президента клуба, который изначально ехал просматривать игроков «Ференцвароша». В итоге Фехер перешёл в «Порту» за рекордную сумму в 700 тысяч долларов, однако не смог стать игроком основного состава и не вытеснил из основы Марио Жардела, сыграв всего 10 матчей за команду. Вследствие этого в юном возрасте он выступал как за дублирующий состав клуба «Порту B», так и на правах аренды за «Салгейруш», с которым сумел чудом остаться в Примейре, оторвавшись на одно очко от зоны вылета, и «Брагу» в 2000—2001 годах.
Будучи игроком «Порту», он стал чемпионом Португалии, а также дважды обладателем Суперкубка Португалии; в 2000 году был признан футболистом года в Венгрии. В составе «Браги» в сезоне 2000/2001 Фехер провёл свой лучший по показателям сезон, отличившись в 26 играх 14 раз: его игру высоко оценивал тренер команды Мануэль Кажуда. Однако он оставался долгое время игроком с самой низкой зарплатой в клубе. Из-за ссоры президента «Порту» Жорже Нуну Пинту да Кошта с агентом игрока Жозе Вейга в итоге Фехер вынужден был покинуть «Порту», не желая прерывать связи с агентом, и уйти в «Бенфику». После ухода Фехера разразился скандал: «Порту» подал в суд на «Бенфику», требуя 6 млн евро за содержание игрока.
В первом сезоне Фехер провёл 17 игр в составе «Бенфики», а во втором — 14, отличившись за оба сезона восемь раз. Дебютный гол он забил в сезоне 2002/2003 в 3-м туре чемпионата Португалии в игре против «Морейренсе» на 78-й минуте, принеся гостевую победу 3:2. Шефство над Фехером в лиссабонском клубе взял Златко Захович, который обеспечивал ему психологическую поддержку и помогал ему бороться с дефицитом общения.

### В сборной
10 октября 1998 года Фехер дебютировал за сборную Венгрии матчем против команды Азербайджана в отборочном цикле чемпионата Европы 2000 года: он заменил на шестой минуте получившего травму Ференца Хорвата и забил четвёртый гол своей сборной (победа 4:0). 11 октября 2000 года Фехер в игре против Литвы в рамках отбора на чемпионат мира 2002 года оформил хет-трик за сборную, принеся итоговую победу 6:1. 11 октября 2003 года он провёл свою 25-ю и последнюю игру за сборную против Польши в рамках отбора на чемпионат Европы в Португалии, уступив на 65-й минуте место на поле Кристиану Кенешеи, а его сборная в итоге проиграла 1:2, не попав даже в стыковые матчи. Всего в 25 играх за сборную он отличился 7 раз. Венгрия, однако, за эти матчи ни разу не вышла в финальную стадию чемпионата мира или чемпионата Европы.

## Стиль игры
Не будучи игроком мирового класса, Фехер отличался заряженностью на игру, умел обыгрывать центральных защитников и с лёгкостью наносил удар. При росте 184 см и весе 78 кг он, не обладая достаточно высокой скоростью, делал ставку на технику; был правоногим нападающим. В основу команды Фехер попадал не часто, однако в сезоне 2003/2004 всё-таки попал в основу после того, как из-за травмы выбыл из строя Нуну Гомеш.

## Смерть
25 января 2004 года в 19-м туре Суперлиги Португалии в Гимарайнше на стадионе «Афонсу Энрикиш» местная «Витория» принимала столичную «Бенфику». Встречу судил Олегариу Бенкеренса, во время игры шёл проливной дождь. На 59-й минуте матча при счёте 0:0 тренер «Бенфики» Хосе Антонио Камачо вместо Жуана Перейры выпустил на поле Фехера, который не восстановился к тому моменту после повреждения паха и мог играть только на уколах. Более того, накануне матча Фехер несколько дней лежал с простудой, но убедил Камачо, что может играть. За неделю до этого «Порту» выиграл судебный процесс против «Бенфики», получив 600 тысяч евро в качестве компенсации за разрыв контракта с Фехером, однако заявил, что подаст апелляцию. «Бенфика» вырвала победу в том матче в компенсированное время после успешной фланговой атаки: именно Фехер отдал голевой пас на Фернанду Агияра. В 21:15 по местному времени, спустя минуту после гола, Фехер получил жёлтую карточку за задержку ввода мяча из аута, поскольку махал руками перед лицом вводившего мяч в игру Рожериу Матиасу. Отойдя к своим воротам, Фехер убрал волосы, улыбнулся судье, а затем, наклонившись вперёд и схватившись руками за колени, неожиданно упал на газон. Его сердце билось около пяти секунд, но когда к нему подбежал одноклубник Томислав Шокота, Фехер уже не дышал. Все игроки бросились помогать Миклошу: кто-то поддерживал ему голову, чтобы он не проглотил язык. В течение последующих 10 минут медицинский персонал, зафиксировавший клиническую смерть, проводил мероприятия по реанимации игрока прямо на поле, а через 15 минут игрока увезли на автомобиле скорой помощи в больницу Nossa Senhora da Oliveira.
Матч транслировался в прямом эфире на телеканале SporTV, поэтому шок всех присутствовавших на стадионе был очевиден. Некоторые игроки «Бенфики» — Тьягу, Мигел и Симан Саброза лежали на газоне и плакали, не сдерживал слёз и тренер клуба Хосе Антонио Камачо. Другие одноклубники Фехера и все игроки «Витории» молились. Болельщики проводили Фехера аплодисментами, а Мигел даже отдал свою футболку фанатам хозяев поля. Матч был завершён официально после того, как игроки «Витории» развели мяч с центра поля, и вся делегация «Бенфики» срочно поехала в больницу. К тому моменту после первой остановки сердца Фехера врачам удалось его снова запустить, но на пути в больницу была зафиксирована вторая клиническая смерть, после которой врачи опять запустили сердце. Игрока доставили в больницу в 21:45: туда же приехали все игроки и тренерский штаб «Бенфики», ожидая новостей о здоровье Фехера: среди представителей делегации в больнице были также президент клуба Луис Филипе Виейра и вице-президент Сеара Кардозу. Также в госпиталь прибыли несколько игроков «Витории» и её президент Пимента Мачаду. Однако в 23:00 представители «Бенфики» вынуждены были покинуть больницу. В 23:10 по местному времени у Фехера произошла третья остановка сердца, после которой сердце не удалось запустить. Медицинская бригада оказалась не в состоянии спасти игрока и зафиксировала смерть. Из больницы по телефону о случившемся сообщили тренеру команды, и тот попросил остановить автобус, сообщив команде о трагедии. В 23:40 клинический директор больницы Фаусту Фернандеш официально заявил: «Мы все уже знали, что Фехера не спасти, но никто не хотел верить в то, что спортсмен умрёт».
Предварительной причиной смерти называлась внезапная остановка сердца и дыхания, но врачи объявили, что оставят тело спортсмена в морге для вскрытия, чтобы определить точную причину смерти. В итоге вскрытие показало, что у Фехера была гипертрофическая кардиомиопатия: один из желудочков сердца Фехера был слишком большим, чтобы позволить сердцу выдерживать нагрузку, характерную для профессиональных спортсменов. Однако врач сборной Венгрии Дёже Лейко не имел информации о том, чтобы Миклош жаловался на проблемы с сердцем или принимал какие-то препараты, а последние результаты ЭКГ перед игрой не показывали ничего подозрительного. Спасти Фехера могли в случае, если бы в течение трёх минут был доставлен на место дефибриллятор, однако на это врачи потратили пять минут, выполнив при этом все необходимые и возможные процедуры, чтобы спасти жизнь футболиста. По совпадению, Фехер скончался спустя ровно семь месяцев после смерти камерунца Марка-Вивьена Фоэ (умер 26 июня 2003 года), у которого также была кардиомиопатия: по словам главного медицинского директора ФИФА Иржи Дворака, две подобные смерти, произошедшие с разницей в семь месяцев, стали шоком для всех.
Летом Миклош собирался жениться на своей подруге Адриане из Дьёра. Также у него осталась сестра Оршоя, фотомодель и телеведущая.

## Память

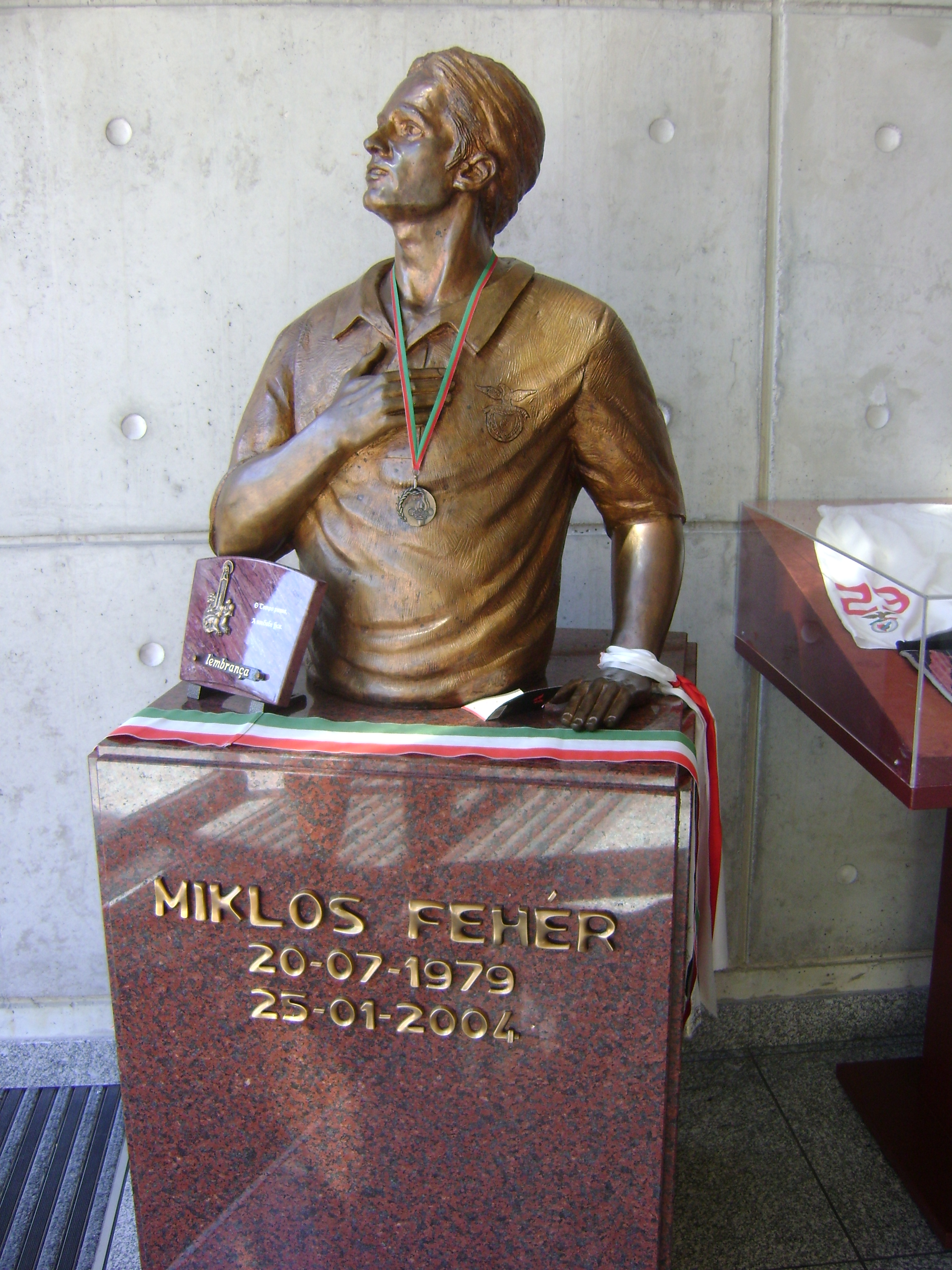
Памятник Миклошу Фехеру на стадионе «Да Луж»

Смерть Фехера потрясла всю Португалию: пресса утверждала о том, что страна не переживала подобных потрясений и скорбных настроений с 6 октября 1999 года, когда скончалась Амалия Родригеш. В связи с гибелью Фехера и приближавшимся чемпионатом Европы критике подверглись медицинские службы ряда стадионов Португалии, поскольку не на всех аренах было необходимое оборудование при возникновении подобных ситуаций. В дальнейшем ФИФА обязала всех игроков проходить регулярные медицинские осмотры на предмет хоть каких-либо аномалий сердечно-сосудистой системы, а на всех международных турнирах (как в квалификационных, так и в финальных частях) на стадионах должны были находиться в обязательном порядке дефибрилляторы, которые можно было бы оперативно использовать в случае необходимости (при отсутствии дефибриллятора матчи проводить на стадионе запрещалось).
В ночь с 26 на 27 января 2004 года состоялась церемония прощания с Фехером на стадионе «Да Луж», куда приходили фанаты многих клубов, повесившие свою атрибутику на статую орла перед стадионом. Сам же гроб с телом игрока был закрыт флагом клуба, болельщики несли цветы и зажигали свечи. 29 января Фехер был похоронен в родном Дьёре: на похоронах присутствовал весь состав, тренерский штаб и руководство «Бенфики», вылетевшие в Венгрию чартерным рейсом, а также представители Венгерской футбольной федерации во главе с тренером сборной Лотаром Маттеусом, представители Португальской футбольной федерации и многие болельщики венгерских клубов. На похоронах министр спорта и будущий премьер-министр Венгрии Ференц Дьюрчань сказал: «Вся жизнь Фехера была связана с футболом, он отдал свою жизнь этой игре». Президент клуба Луис Филипе Виейра объявил о посмертном закреплении номера 29 за игроком, хотя после смерти футболки с фамилией Фехера из оборота не были изъяты, а даже были стремительно распроданы.
30 мая 2005 года в Дьёр вылетела делегация «Бенфики», куда вошли президент клуба Луис Фелипе Виейра, тренер Джованни Трапаттони и весь основной состав игроков, которые завоевали в минувшем сезоне титул чемпионов Португалии. Они встретились в Дьёре с родителями Миклоша и возложили на могилу Фехера копию золотой медали чемпионов Португалии сезона 2004/2005, а на крест надели футболку Фехера. По словам президента клуба, эту победу клуб посвятил Миклошу; победа в сезоне 2014/2015, ставшая 34-й для «Бенфики», также была посвящена Фехеру. 1 ноября 2006 года в матче группового этапа Лиги чемпионов УЕФА между «Бенфикой» и «Селтиком» болельщики шотландского клуба вывесили большой баннер с цифрой 29 и подписью «Фехер, ты никогда не будешь одинок» (порт. Feher, nunca caminharas sozinho) — перефразированным девизом клуба.
В 2009 году клубом и школой в Дьёре, которую окончил футболист, была учреждена совместная премия имени Миклоша Фехера, вручавшаяся ученикам и учителям школы, которые стали примером и образцом для подражания в глазах других. Лауреаты премии ежегодно приглашаются на вручение премии, клуб оплачивает все расходы на проживание и питание лауреатов. 9 октября того же года перед игрой отборочного цикла чемпионата мира 2010 года между сборными Португалии и Венгрии игроки и тренеры сборной Венгрии возложили венок к памятнику Фехеру у стадиона Да Луж (памятник установлен у входа № 18).

## Достижения

### Командные
«Бенфика»
- Обладатель Кубка Португалии: 2003/2004 (посмертно)[30]

«Порту»
- Чемпион Португалии: 1998/1999
- Обладатель Кубка Португалии: 1999/2000
- Обладатель Суперкубка Португалии: 1998, 1999

### Личные
- Лучший молодой игрок Венгрии: 1997[4]
- Футболист года в Венгрии: 2000[4]

## Статистика

### Клубная
| Выступление за клуб | Выступление за клуб | Выступление за клуб        | Чемпионат | Чемпионат | Кубок            | Кубок            | Еврокубки | Еврокубки | Итого | Итого |
| Сезон               | Клуб                | Лига                       | Игры      | Голы      | Игры             | Голы             | Игры      | Голы      | Игры  | Голы  |
| Венгрия             | Венгрия             | Венгрия                    | Чемпионат | Чемпионат | Кубок            | Кубок            | Еврокубки | Еврокубки | Итого | Итого |
| ------------------- | ------------------- | -------------------------- | --------- | --------- | ---------------- | ---------------- | --------- | --------- | ----- | ----- |
| 1995/1996           | Дьёр ЭТО            | Национальный чемпионат I   | 8         | 2         |                  |                  | —         | —         | 8     | 2     |
| 1996/1997           | Дьёр ЭТО            | Национальный чемпионат I   | 29        | 8         |                  |                  | —         | —         | 29    | 8     |
| 1997/1998           | Дьёр ЭТО            | Национальный чемпионат I   | 25        | 13        |                  |                  | —         | —         | 25    | 13    |
| Португалия          | Португалия          | Португалия                 | Чемпионат | Чемпионат | Кубок Португалии | Кубок Португалии | Еврокубки | Еврокубки | Итого | Итого |
| 1998/1999           | Порту               | Примейра Лига              | 5         | 0         | 2                | 0                | 1         | 0         | 8     | 0     |
| 1999/2000           | Порту               | Примейра Лига              | 5         | 1         | 1                | 0                | 2         | 0         | 8     | 1     |
| 1999/2000           | Порту B             | Второй дивизион Португалии | 4         | 1         | —                | —                | —         | —         | 4     | 1     |
| 1999/2000           | Салгейруш           | Примейра Лига              | 14        | 5         | 2                | 1                | —         | —         | 16    | 6     |
| 2000/2001           | Брага               | Примейра Лига              | 26        | 14        | —                | —                | —         | —         | 26    | 14    |
| 2001/2002           | Порту B             | Сегонда Дивизан            | 3         | 1         | —                | —                | —         | —         | 3     | 1     |
| 2002/2003           | Бенфика             | Примейра Лига              | 17        | 4         | 1                | 0                | —         | —         | 18    | 4     |
| 2003/2004           | Бенфика             | Примейра Лига              | 13        | 3         | 2                | 0                | 4         | 1         | 19    | 4     |
| Итого               | Венгрия             | Венгрия                    | 62        | 23        |                  |                  | —         | —         | 62    | 23    |
| Итого               | Португалия          | Португалия                 | 87        | 29        | 8                | 1                | 7         | 1         | 102   | 31    |
| Итого за карьеру    | Итого за карьеру    | Итого за карьеру           | 149       | 52        | 8                | 1                | 7         | 1         | 164   | 54    |

### В сборной
| Венгрия | Венгрия | Венгрия |
| Год     | Игры    | Голы    |
| ------- | ------- | ------- |
| 1998    | 3       | 1       |
| 1999    | 5       | 0       |
| 2000    | 4       | 4       |
| 2001    | 3       | 0       |
| 2002    | 7       | 1       |
| 2003    | 3       | 1       |
| Total   | 25      | 7       |

### Голы за сборную
| Номер | Дата            | Стадион                                                           | Противник   | Счёт после гола | Итоговый счёт | Турнир                        |
| ----- | --------------- | ----------------------------------------------------------------- | ----------- | --------------- | ------------- | ----------------------------- |
| 1     | 10 октября 1998 | Республиканский стадион имени Тофика Бахрамова, Баку, Азербайджан | Азербайджан | 4:0             | 4:0           | Евро-2000 (отборочный турнир) |
| 2     | 11 октября 2000 | Стадион имени С. Дарюса и С. Гиренаса, Каунас, Литва              | Литва       | 2:0             | 6:1           | ЧМ-2002 (отборочный турнир)   |
| 3     | 11 октября 2000 | Стадион имени С. Дарюса и С. Гиренаса, Каунас, Литва              | Литва       | 3:0             | 6:1           | ЧМ-2002 (отборочный турнир)   |
| 4     | 11 октября 2000 | Стадион имени С. Дарюса и С. Гиренаса, Каунас, Литва              | Литва       | 5:1             | 6:1           | ЧМ-2002 (отборочный турнир)   |
| 5     | 15 ноября 2000  | Городской стадион, Скопье, Республика Македония                   | Македония   | 1:0             | 1:0           | Товарищеский матч             |
| 6     | 17 апреля 2002  | Ола Габор, Дебрецен, Венгрия                                      | Беларусь    | 2:5             | 2:5           | Товарищеский матч             |
| 7     | 20 августа 2003 | Фазанерия, Мурска-Собота, Словения                                | Словения    | 1:2             | 1:2           | Товарищеский матч             |